# Jot
A jot (hangul: 엿, RR: yeot) egy hagyományos koreai édesség, a hangva (hangwa) egyik változata. Készülhet szilárd, vagy folyékony formában, szirupként, vagy cukorkaként. A jot (yeot) alapanyaga lehet gőzölt rizs, ragacsos rizs, cirok, kukorica, édesburgonya, vagy gabonaszemek. A gőzölt hozzávalókat enyhén megerjesztik és egy szot (솥, sot) nevű edényben főzik hosszú ideig.
Azt a folyékony jotot (yeot-ot), amit rövidebb ideig főznek, csocshongnak (조청, jocheong-nak) hívják. Ez a ragadós szirupszerű édesség ételízesítőként szolgálhat főzéshez, más hangva (hangwa) készítéséhez, de mártogatásra is használhatják ttok (tteok) fogyasztása közben.
Ha sokáig főzik a jotot (yeot-ot), kihűléskor megszilárdul. Ezt nevezzük keng jotnak (갱엿, gaeng yeot-nak). A keng jot (gaeng yeot) eredetileg barnás színű, nyújtásra fakul a színe. Serpenyőben sült babok, mogyoró, szezámmag, napraforgó, vagy dió keverhető hozzá, illetve tehető rá, ha kihűlt. A jot (yeot) változatait hozzávalóik alapján nevezték el.

## Változatai
Észak-Koreában a jot (yeot) alapanyaga leggyakrabban burgonya, és fenyőmaggal, gyömbérrel, fahéjjal, és fekete borssal készítik.
- Sszaljot (쌀엿, Ssallyeot) – rizsből készül
- Hobagjot (호박엿, Hobakyeot) – Ullungdo (Ulleungdo) specialitása, tökből készül
- Hvanggorjot (황골엿, Hwanggolyeot) – rizs, kukorica, és maláta keverékéből készül[4]
- Kkejot (깨엿, Kkaeyeot) – szezámmaggal készül[5]
- Kotkamjot (곶감엿, Gochgamyeot) – Szangdzsu (Sangju) specialitása, szárított datolyaszilvával készül

### Csedzsu-sziget specialitásai
- Tangnjot (닭엿, Dangnyeot) – kölessel, és csirkehússal készül[6]
- Kkvongnjot (꿩엿, Kkwongnyeot) – kölessel, és fácánhússal készül[7]
- Tvedzsigogijot (돼지고기엿, Dwaejigogiyeot) – kölessel, és sertéshússal készül[8][9]
- Hanuregijot (하늘애기엿, Haneuraegiyeot) – kölessel és japán szőrvirággal[10] (trichosanthes kirilowii) készül[2][11]
- Porijot (보리엿, Boriyeot) – árpával készül
- Manurjot (마늘엿, Maneullyeot) – kölessel, és fokhagymával készül[12]

## Használata szlengként
Napjainkban az a koreai kifejezés, hogy „jotot (yeot-ot) enni” (엿먹어; jommogo (yeotmeogeo)) sértő káromkodásnak számít. A kifejezés az 1964-es felvételi vizsga folyamán keletkezett, ahol az egyik kérdés így hangzott: „Az alábbi hozzávalók melyikével lehet helyettesíteni az árpamalátát jot (yeot) készítésekor?” A helyes válasz diasztáz volt, de rengetegen a jégcsapretek levét jelölték meg, mert azt gondolták helyesnek. A vizsgán emiatt rosszul teljesített diákok szülei utcára vonultak, és az oktatási hivatalok és irodák előtt azt üzenték a hivatalnokoknak, hogy a jot (yeot) készülhet jégcsapretek levéből is, majd azt, hogy egyék meg a jotot (yeot-ot).